# Broströmska stiftelsen

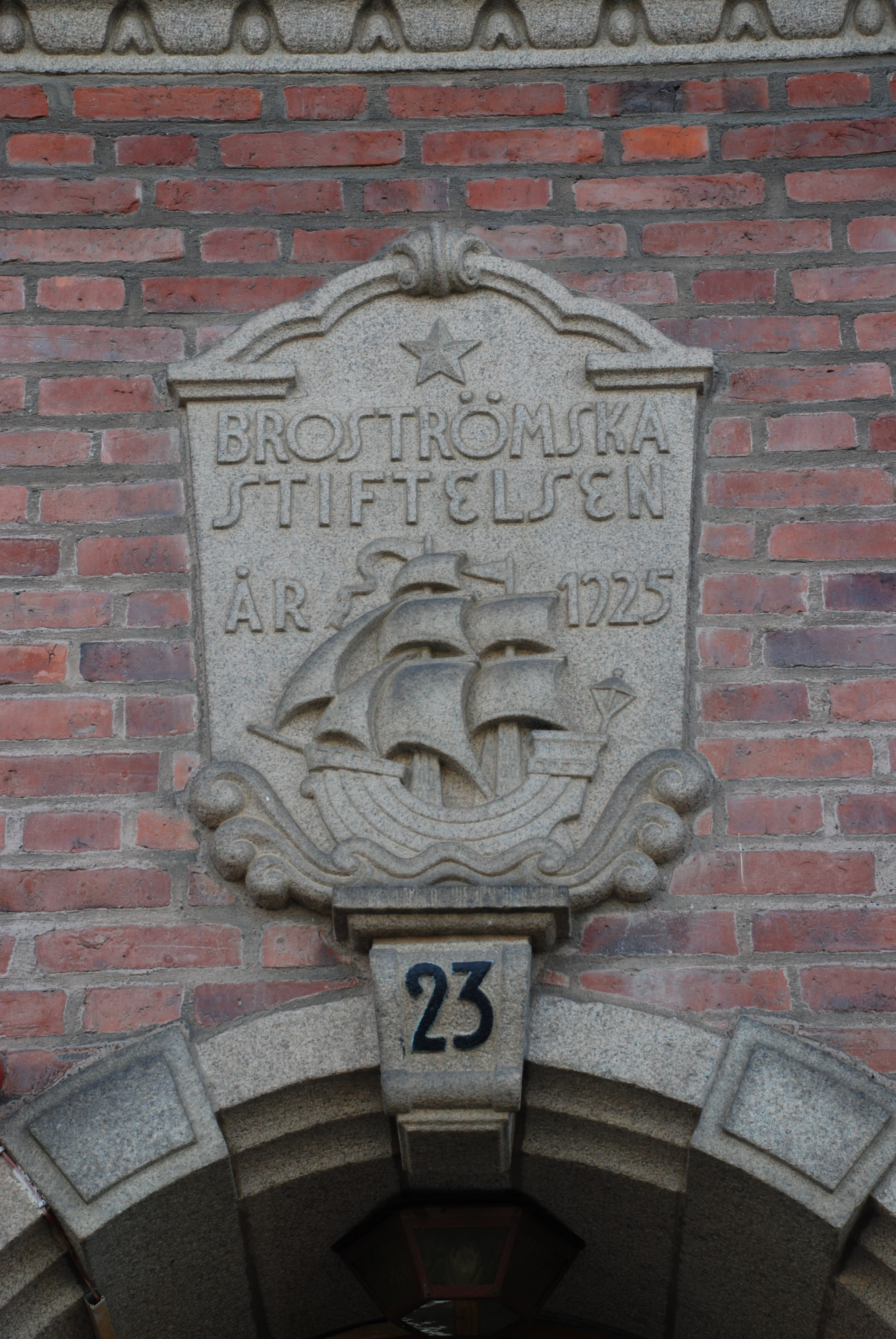
Broströmska stiftelsen i Kungsladugård.

Broströmska stiftelsen lät 1924 uppföra ett flerbostadshus  på Kungsladugårdsgatan 17-27 i stadsdelen Kungsladugård i Göteborg. Huset blev byggnadsminne enligt Kulturmiljölagen den 3 mars 2017.

## Historik
Bostadshusen uppfördes 1924 efter ritningar av arkitekten Andrew Persson. Byggnaderna inrymmer drygt 100 lägenheter fördelade på 1-3 rum och kök. I bottenplanet finns några lokaler för andra verksamheter. Lägenheterna var ursprungligen avsedda för anställda – eller deras änkor – inom sjöfarten, vid Göteborgs hamn, Göteborgs tullverk eller inom järnväg, post-, telegraf- eller kommunalförvaltning. Byggnaderna uppfördes i Broströmska stiftelsens regi efter en donation, som arvingarna till Axel och Mathilda Broström instiftat. Denna angav en tydlig social inriktning för bostadsbyggandet. Än idag finns det hyresgäster med anknytning till sjöfarten.
Byggnaderna infogades i en stadsplan, som upprättats 1916 av Albert Lilienberg för Kungsladugård. Planens utgångspunkt var de breda huvudgatorna Mariagatan–Älvsborgsgatan–Kungsladugårdsgatan. Utmed huvudgatorna förespråkade planen påkostade och monumentala bostadshus varav några få byggdes i tegel, däribland Broströmska stiftelsens byggnader.

## Motivering för byggnadsminne
Byggnaderna är ur ett socialhistoriskt perspektiv mycket representativa tidsdokument för det filantropiskt inriktade bostadsbyggandet, som var utmärkande för tiden kring sekelskiftet 1900.
Broströmska stiftelsens hus i Kungsladugård har en hög arkitektonisk klass med omsorgsfullt utformade detaljer vad gäller kvalité, materialval och utförande. Byggnaderna är mycket välbevarade såväl interiört som exteriört. Samlingssalen är arkitektoniskt unik i sitt utförande och är ett monument över redaren Axel Broström, som hade mycket stor betydelse för Göteborgs näringsliv. Byggnaderna i kvarteret är ett viktigt arkitektoniskt inslag i den stadsplan, som Albert Lilienberg upprättade för Kungsladugård. Stadsplanen präglas av klassicistiskt utformade byggnader i slutna kvarter och variation i gatutyper och hushöjder.

## Nutida bilder

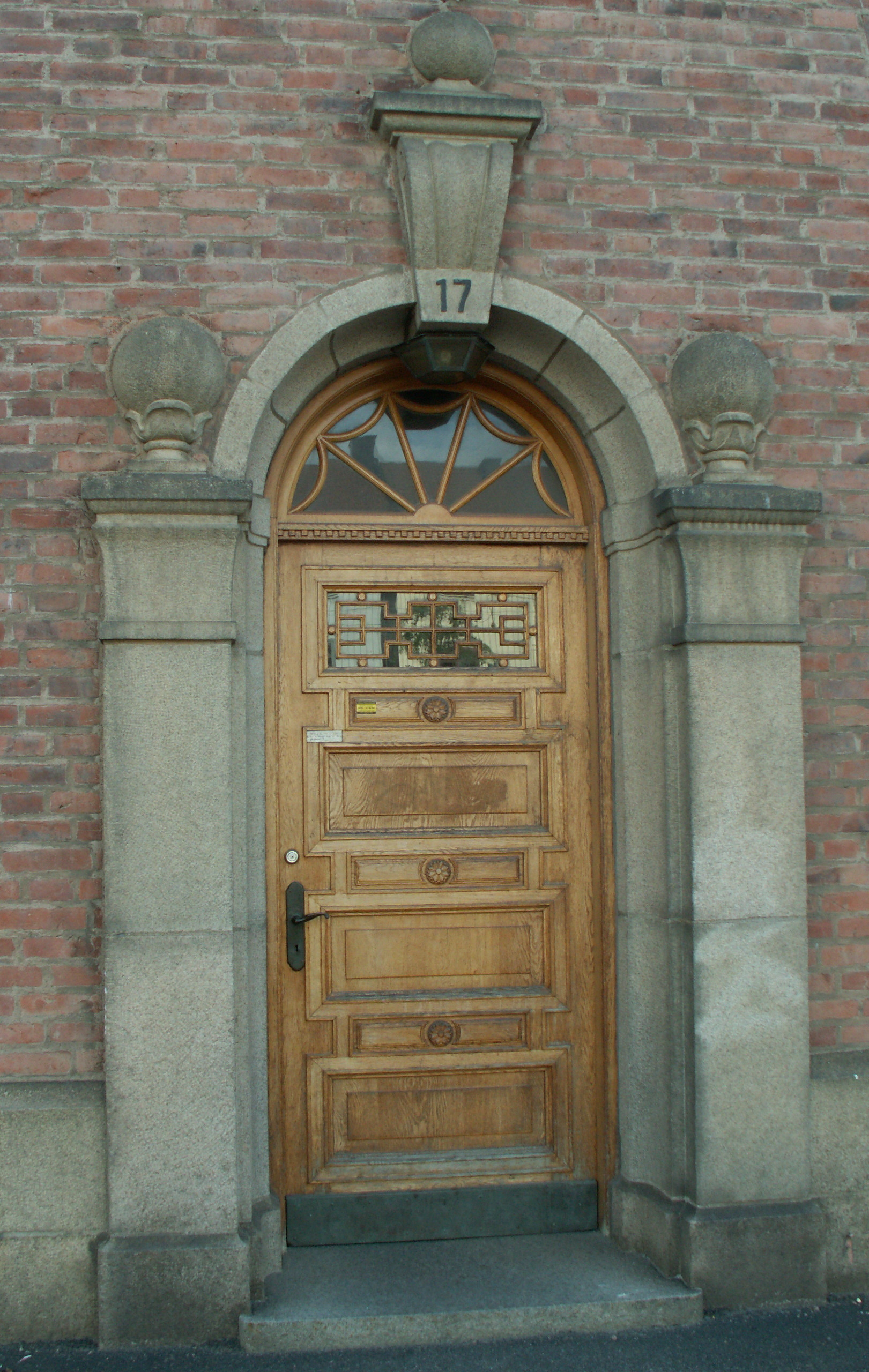
Porten vid Kungsladugårdsgatan 17.
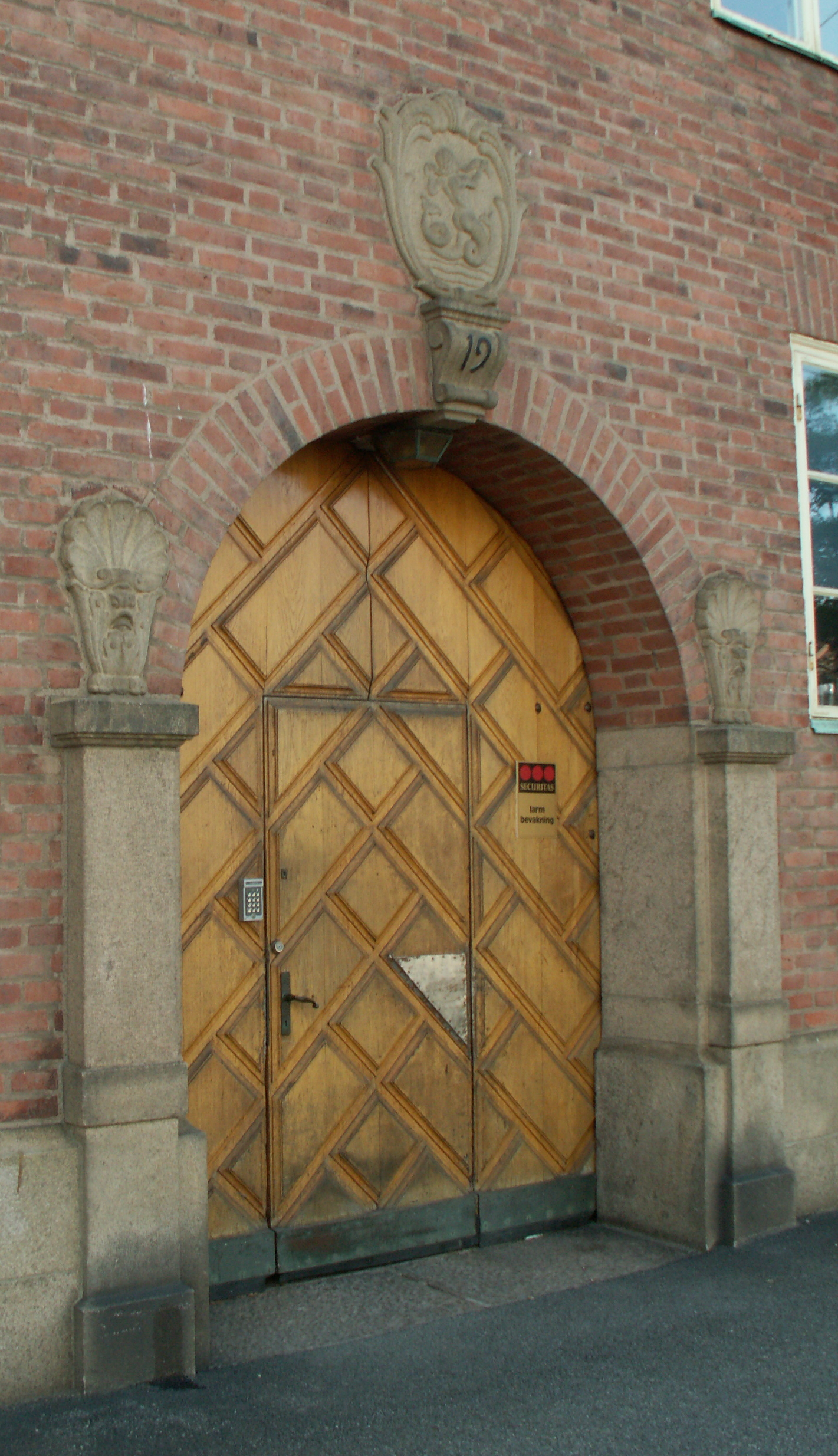
Porten vid Kungsladugårdsgatan 19.
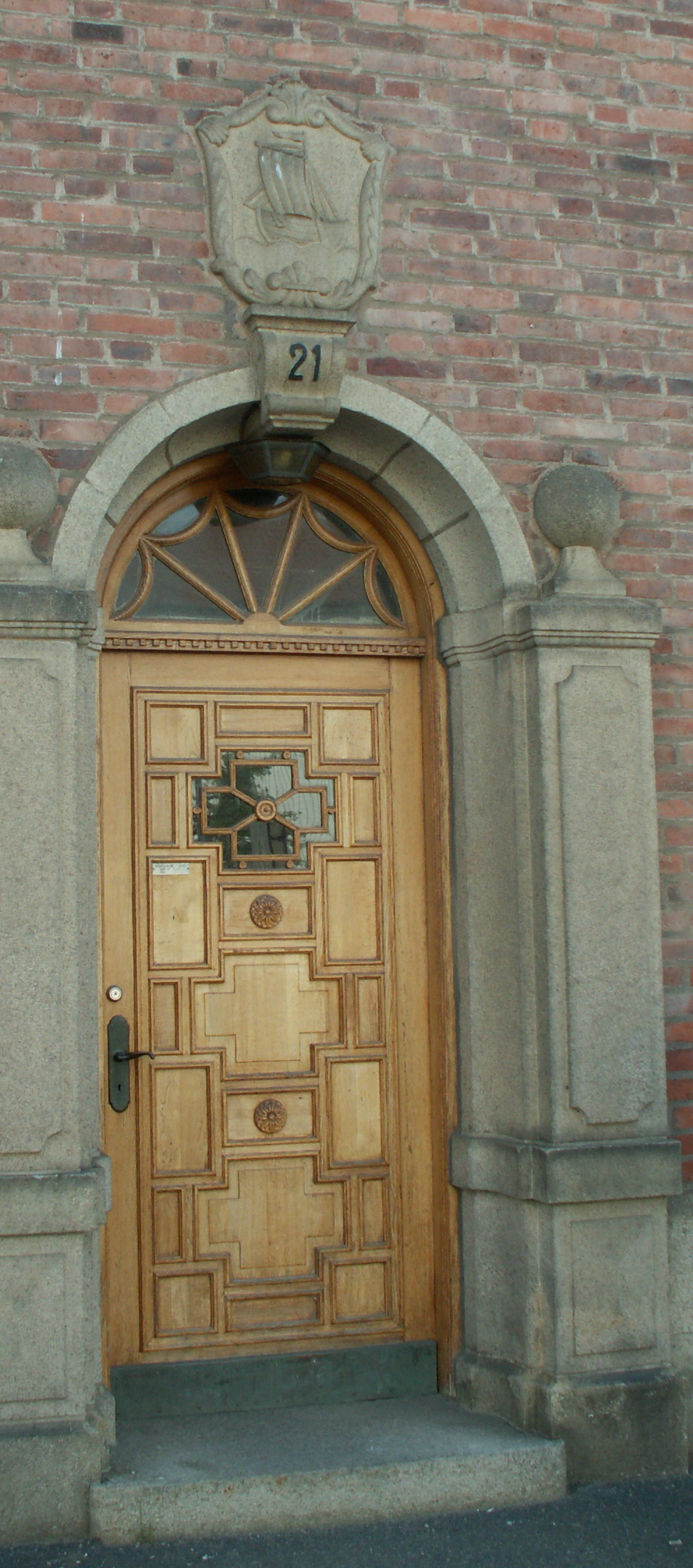
Porten vid Kungsladugårdsgatan 21.
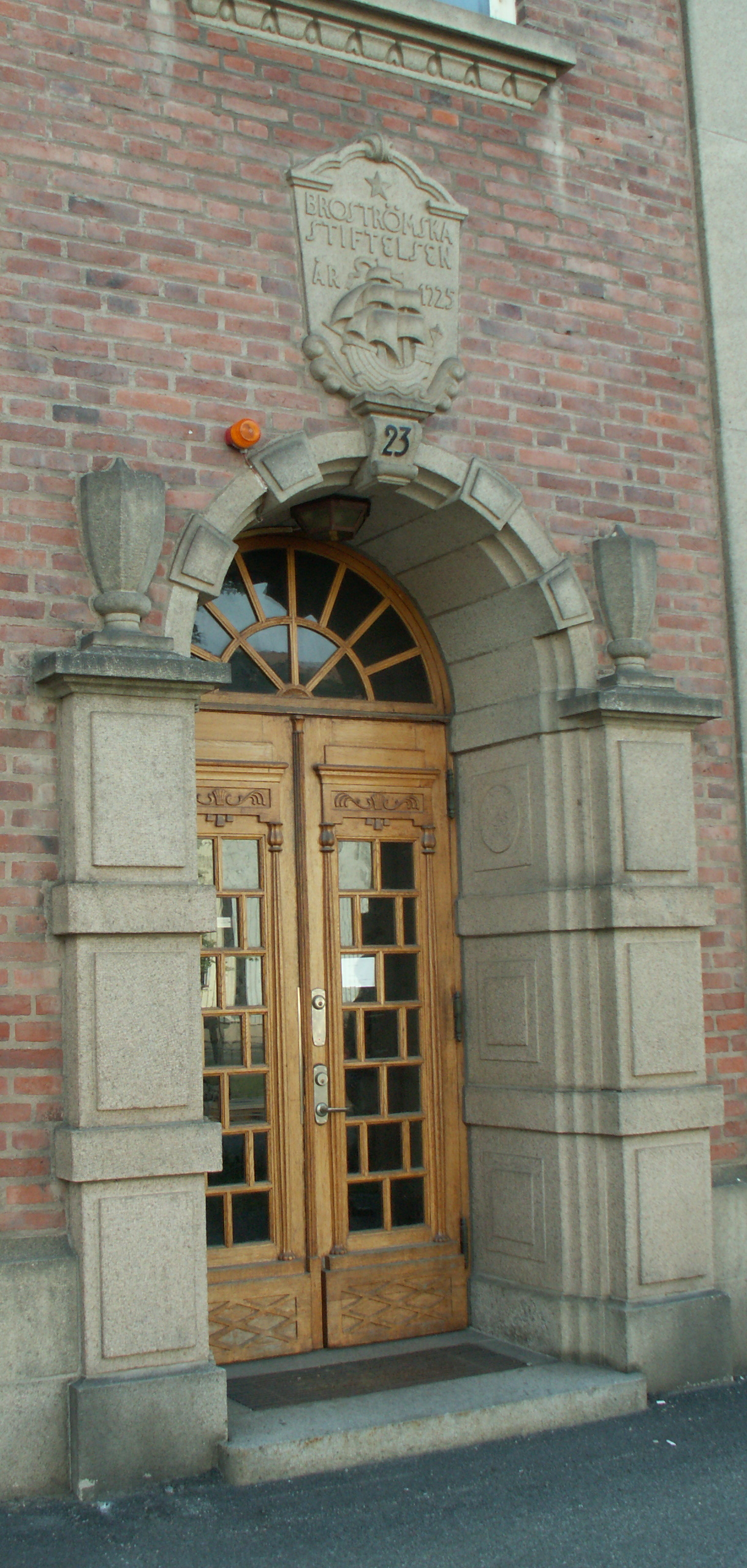
Porten vid Kungsladugårdsgatan 23.
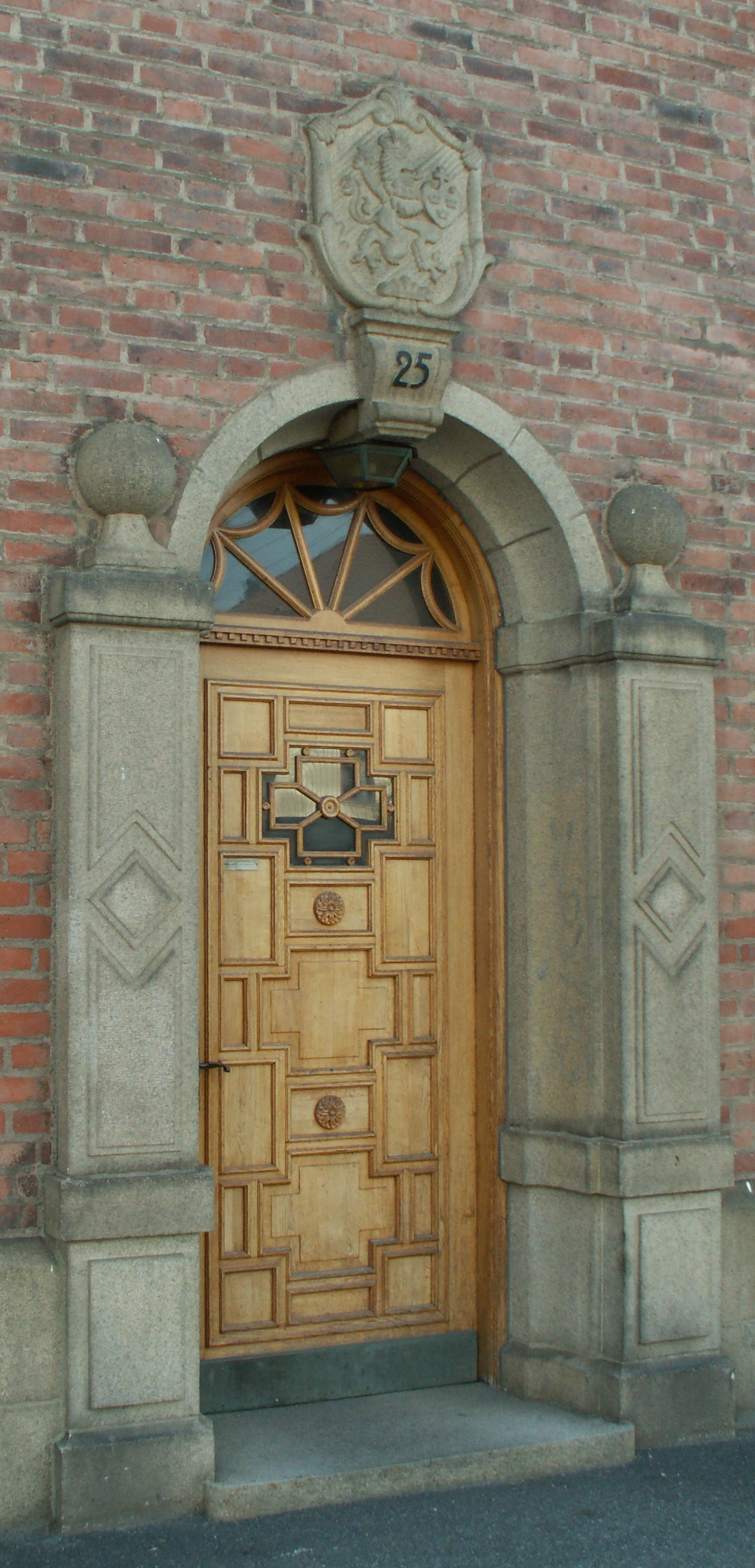
Porten vid Kungsladugårdsgatan 25.
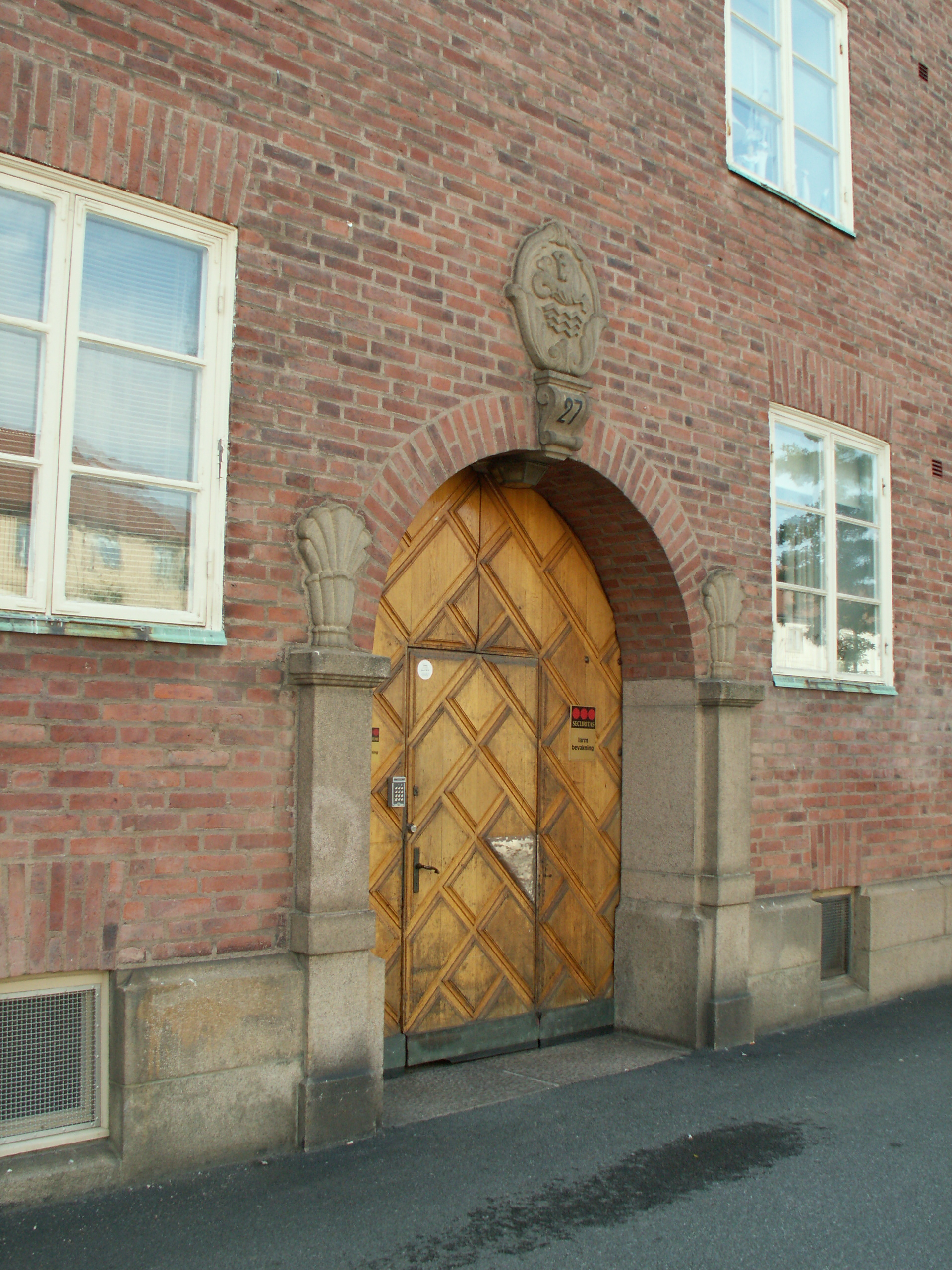
Porten vid Kungsladugårdsgatan 27.
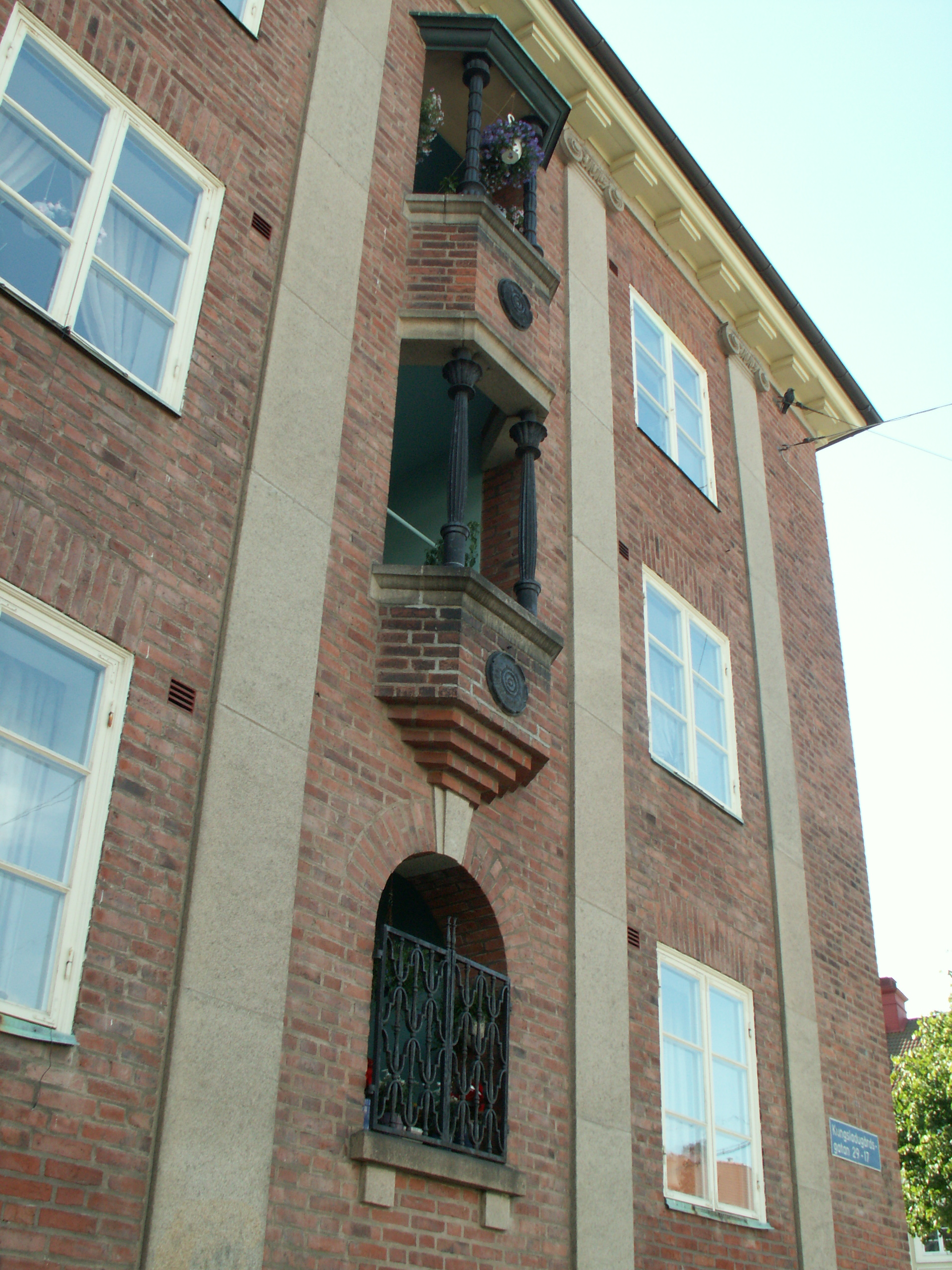
Balkonger vid Broströmska stiftelsen.